# Петунин, Павел Геннадьевич
Петунин Павел Геннадьевич (род. 9 января 1974, Свердловск) — российский хоккеист с мячом, полузащитник.

## Биография
Полузащитник. Мастер спорта международного класса.
За СКА (Екатеринбург) отыграл 7 сезонов (1993—1996, 1999—2002). Также выступал также за «Молиллу» (Швеция) (1996/97), «Ракету» (Казань), «Факел» (Богданович) и «Уралхиммаш» (Свердловск).
В Чемпионатах России отыграл 178 матчей, забил 9 мячей. Один из них — в решающем третьем матче финала Чемпионата России по хоккею с мячом 1993/94 в ворота «Сибсельмаша» (2:0).
По окончании игровой карьеры остался жить в Екатеринбурге и занялся бизнесом, организовав и возглавив фирму по производству пластиковых окон.
Сын Павла — российский хоккеист Александр Петунин, нападающий «Металлурга» (Магнитогорск) и обладатель Кубка Гагарина 2023/24.

## Достижения
Чемпион России (1994). Серебряный призёр Кубка Европейских чемпионов (1994). Чемпион мира среди юниоров (1994).